# Tephrialia
Tephrialia là một chi bướm đêm thuộc họ Erebidae.